# Tjerganovo
Tjerganovo (bulgariska: Черганово) är ett distrikt i Bulgarien.   Det ligger i kommunen Obsjtina Kazanlăk och regionen Stara Zagora, i den centrala delen av landet, 180 km öster om huvudstaden Sofia.
Trakten runt Tjerganovo består till största delen av jordbruksmark. Runt Tjerganovo är det ganska glesbefolkat, med 48 invånare per kvadratkilometer.